# Lucas Bryant
Lucas Bryant (né le 28 septembre 1978 à Elmira, en Ontario, au Canada) est un acteur canado-américain.
Il se fait connaître pour son rôle de Nathan Wuornos dans la série Les Mystères de Haven (2010-2015).

## Biographie

### Jeunesse et formation
Il naît à Elmira, en Ontario, au Canada, de Susan Hodges Bryant et de Darrol Bryant. Ses parents sont tous deux américains, son père vient du Dakota du Nord,. Il a des ascendances finlandaises.
Il est diplômé de la Elmira District Secondary School (en) et a étudié plus tard l'art dramatique à la Sheridan College (en) à Oakville en Ontario.

### Carrière

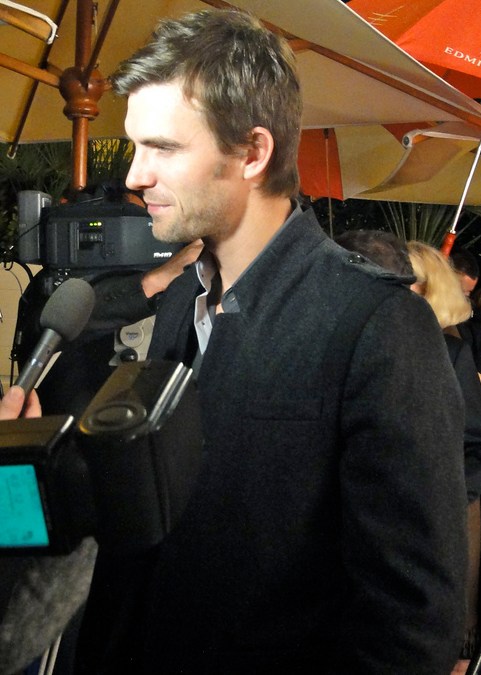
Lucas Bryant au MIPCOM à Cannes en octobre 2010.

Sa carrière d'acteur commence en 2002 lorsqu'il obtient des rôles brefs dans les séries The Eleventh Hour (en) et Queer As Folk.
En 2005, il décroche le rôle de Milo dans la série de courte durée Sex, Love and Secrets aux côtés d'Eric Balfour.
En 2010, il décroche le rôle de Nathan Wuornos dans la série Les Mystères de Haven basée sur le roman Colorado Kid écrit par Stephen King. Il jouera ce rôle jusqu’en 2015.
En 2012, il joue aux côtés de Channing Tatum et Rachel McAdams dans le film Je te promets (The Vow).
En 2013, il a joué dans la série Les Experts le temps d'un épisode, puis dans 2 épisodes de la série Beauty and the Beast.
Il joue en 2015, dans le drame historique La Reine garçon. Il y interprète le rôle du comte Johan Oxenstierna.
En 2016, il retrouve sa partenaire Emily Rose de la série Les Mystères de Haven, dans le téléfilm Un été secret.

## Vie privée
Il est marié à l'actrice et coach sportif australienne Kirsty Hinchcliffe. Ensemble, ils ont une petite fille née en août 2008 et un petit garçon né en 2015.
Ils vivent depuis juillet 2010 à Santa Monica en Californie.

## Filmographie

### Cinéma

#### Longs métrages
- 2006 : Sunday Morning de Konstantyn McElroy
- 2012 : Je te promets (The Vow) de Michael Suscy : Kyle
- 2015 : La Reine garçon (Tyttökuningas ; The Girl King) de Mika Kaurismäki : comte Johan Oxenstierna
- 2018 : Walk to Vegas de Eric Balfour : Chucky

#### Court métrage
- 2007 : I Hate Musicals de Stewart Schill : Brad

### Télévision

#### Séries télévisées
- 2002-2005 : Queer as Folk : Tucker (3 épisodes)
- 2003 : Playmakers (en) (1 épisode)
- 2003 : Odyssey 5 : Chuck Taggart jeune (saison 1, épisode 14)
- 2005 : Sex, Love and Secrets : Milo Vanderbeer (10 épisodes)
- 2008 : M.V.P. (en) : Gabe McCall (10 épisodes)
- 2008 : Faux Baby (web-série) : Harry (5 épisodes)
- 2010-2015 : Les Mystères de Haven : Nathan Wuornos (78 épisodes)
- 2013 : Les Experts : Sean McHenry (saison 13, épisode 17)
- 2013 : Cracked : Jesse Powell (saison 1, épisode 12)
- 2013 : Beauty and the Beast : Paul Davis (saison 1, épisodes 18 et 19)
- 2016 : Shoot the Messenger (en) : Simon Olenski (8 épisodes)
- 2018 : Frankie Drake Mysteries : Philipp Andersons (1 épisode)
- 2019 : Marvel : Les Agents du S.H.I.E.L.D. : Agent Keller (Saison 6)

#### Téléfilms
- 2004 : Crazy Canucks de Randy Bradshaw : Ken Read
- 2005 : La vie d'une mère (More Sex & the Single Mom) de Don McBrearty : Gabe Emerson
- 2006 : Une mère à l'épreuve (en) (Playing House) de Kelly Makin : Calvin Puddie
- 2008 : Maman se marie ! (A Very Merry Daughter of the Bride) de Leslie Hope : Dylan
- 2010 : Le bel anarqueur (A Perfect Plan) de Tristan Dubois : Sean / Keenan Blake
- 2012 : Beau-père Noël (Merry In-Laws) de Leslie Hope : Peter
- 2016 : Un été secret (Secret Summer) de Rick Bota : Daniel
- 2016 : Pour l'amour de Rose (Tulips in Spring) de David Winning : Tom
- 2016 : Maman 2.0 (Summer Love) de Lynne Stopkewich : Colin Fitzgerald
- 2019 : le fabuleux bal des neiges de Terry Ingram : Jack
- 2020 : L'ange secret de Noël (The Angel Tree) de Jessica Harmon : Matthew Anderson